# Prvenstvo LjNP 1937-1938
Il Prvenstvo Ljubljanske nogometne podzveze 1937./38. (it. "Campionato della sottofederazione calcistica di Lubiana 1937-38") fu la diciannovesima edizione del campionato organizzato dalla Ljubljanska nogometna podzveza (LjNP).
Questa fu la quarta edizione del Prvenstvo LjNP ad essere di seconda divisione, infatti la migliore squadra slovena (SK Lubiana) militava nel Državno prvenstvo 1937-1938, mentre il vincitore sottofederale avrebbe disputato gli spareggi per la promozione al campionato nazionale successivo.
Le squadre partecipanti furono 18: vennero divise in tre gruppi le cui migliori classificate approdarono al girone finale da 6 compagini.
Il vincitore fu il ČSK Čakovec, al suo primo titolo nella LjNP. Questa vittoria diede ai biancorossi l'accesso agli spareggi per il campionato nazionale 1938-39.

## Prima fase

### Gruppo Lubiana
|  | Pos. | Squadra           | Pt | G  | V | N | P  | GF | GS | QR    |                                   |
|  | ---- | ----------------- | -- | -- | - | - | -- | -- | -- | ----- | --------------------------------- |
|  | 1.   | Hermes Lubiana    | 19 | 14 | 8 | 3 | 3  | 36 | 19 | 1,894 | Ammesso al girone finale          |
|  | 2.   | Kranj             | 18 | 14 | 8 | 2 | 4  | 38 | 15 | 2,533 | Ammesso al girone finale          |
|  | 3.   | Reka Lubiana      | 18 | 14 | 8 | 2 | 4  | 30 | 20 | 1,500 |                                   |
|  | 4.   | Jadran Lubiana    | 18 | 14 | 8 | 2 | 4  | 28 | 28 | 1,000 |                                   |
|  | 5.   | Svoboda           | 15 | 14 | 6 | 3 | 5  | 35 | 26 | 1,346 |                                   |
|  | 6.   | Bratstvo Jesenice | 12 | 14 | 6 | 0 | 8  | 27 | 30 | 0,900 |                                   |
|  | 7.   | Mars Lubiana      | 6  | 14 | 2 | 2 | 10 | 19 | 47 | 0,404 |                                   |
|  | 8.   | Slovan Lubiana    | 6  | 14 | 2 | 2 | 10 | 17 | 45 | 0,377 | Retrocesso nella classe inferiore |

### Gruppo Celje
|  | Pos. | Squadra         | Pt | G | V | N | P | GF | GS | QR |                          |
|  | ---- | --------------- | -- | - | - | - | - | -- | -- | -- | ------------------------ |
|  | 1.   | Celje           |    |   |   |   |   |    |    |    | Ammesso al girone finale |
|  | ?.   | Olimp Celje     |    |   |   |   |   |    |    |    |                          |
|  | ?.   | Amater Trbovlje |    |   |   |   |   |    |    |    |                          |
|  | ?.   | Athletik Celje  |    |   |   |   |   |    |    |    |                          |

### Gruppo Maribor
|  | Pos. | Squadra            | Pt | G  | V | N | P  | GF | GS | QR    |                                   |
|  | ---- | ------------------ | -- | -- | - | - | -- | -- | -- | ----- | --------------------------------- |
|  | 1.   | ČSK Čakovec        | 14 | 10 | 6 | 2 | 2  | 35 | 15 | 2,333 | Ammesso al girone finale          |
|  | 2.   | Železničar Maribor | 13 | 10 | 6 | 1 | 3  | 31 | 23 | 1,347 | Ammesso al girone finale          |
|  | 3.   | 1.SŠK Maribor      | 12 | 10 | 6 | 0 | 4  | 35 | 21 | 1,666 | Ammesso al girone finale          |
|  | 4.   | Mura               | 11 | 10 | 5 | 1 | 4  | 28 | 21 | 1,333 |                                   |
|  | 5.   | Rapid Marburg      | 10 | 10 | 5 | 0 | 5  | 20 | 25 | 0,800 |                                   |
|  | 6.   | Građanski Čakovec  | 0  | 10 | 0 | 0 | 10 | 4  | 48 | 0,083 | Retrocesso nella classe inferiore |

## Girone finale
|                   | Pos. | Squadra            | Pt | G  | V | N | P | GF | GS | QR    |
| ----------------- | ---- | ------------------ | -- | -- | - | - | - | -- | -- | ----- |
|                   | 1.   | ČSK Čakovec        | 16 | 10 | 7 | 2 | 1 | 27 | 11 | 2,454 |
|                   | 2.   | Železničar Maribor | 13 | 10 | 5 | 3 | 2 | 30 | 16 | 1,875 |
|                   | 3.   | 1.SŠK Maribor      | 12 | 10 | 5 | 2 | 3 | 22 | 19 | 1,157 |
|                   | 4.   | Hermes Lubiana     | 8  | 10 | 2 | 4 | 4 | 23 | 28 | 0,821 |
|                   | 5.   | Kranj              | 7  | 10 | 2 | 3 | 5 | 19 | 29 | 0,655 |
|                   | 6.   | Celje              | 4  | 10 | 1 | 2 | 7 | 9  | 27 | 0,333 |
| Fonte: exyufudbal |      |                    |    |    |   |   |   |    |    |       |

Legenda:
      Campione della sottofederazione di Lubiana.
  Ammesso agli spareggi per il campionato nazionale 1938-39.
      Retrocesso nella classe inferiore.
Note:
Due punti a vittoria, uno a pareggio, zero a sconfitta.